# Sissi – losy cesarzowej
Sissi – losy cesarzowej (niem. Sissi – Schicksalsjahre einer Kaiserin) – film z 1957 produkcji austriackiej i RFN. 
Film jest trzecią częścią trylogii o życiu cesarzowej Elżbiety Bawarskiej, zwanej Sissi i kontynuacją filmów Sissi z 1955 roku oraz Sissi – młoda cesarzowa z 1956 roku.

## Obsada
- Romy Schneider – Sissi
- Karlheinz Böhm – Franciszek Józef I
- Vilma Degischer – Arcyksiężna Zofia
- Erich Nikowitz(inne języki) – Arcyksiążę Franz–Karl
- Magda Schneider(inne języki) – Księżna Ludovika
- Gustav Knuth(inne języki) – Książę Max
- Uta Franz(inne języki) – Księżna Helene „Nene”
- Josef Meinrad(inne języki) – Böckl
- Franca Parisi(inne języki) – Helena
- Klaus Knuth(inne języki) – Książę Ludwig, brat Sissi
- Sonia Sorel(inne języki) – Henriette Mendel, żona Ludwiga
- Walther Reyer – Hrabia Andrássy
- Peter Neusser(inne języki) – Hrabia Batthyány
- Hans Ziegler(inne języki) – dr Seeburger
- Senta Wengraf(inne języki) – Hrabina Bellegarde

## Opis fabuły
Film opowiada o kolejnych losach Elżbiety Bawarskiej, nazywanej zdrobniale Sissi, która jako cesarzowa Austrii i królowa Węgier świetnie wypełnia swoje obowiązki. Wyjeżdża na Węgry i tam miło spędza czas. Pod jej nieobecność arcyksiężna Zofia rozsiewa fałszywe plotki o romansie synowej z Andrassym. Franciszek nie daje wiary opowieściom matki, ufa żonie i wkrótce przekonuje się o jej miłości. Po powrocie z Węgier okazuje się, że Sissi cierpi na gruźlicę. Musi poddać się długotrwałej kuracji w Grecji.